# Diocèse de Hamilton aux Bermudes
Le Diocèse de Hamilton aux Bermudes ((la) : Dioecesis Hamiltonensis in Bermuda) est une juridiction de l'Église catholique romaine aux Bermudes. Son territoire couvre les Bermudes. Il a son siège à Hamilton en la cathédrale Sainte-Thérèse-de-Lisieux. Il est suffragant de l'archidiocèse de Nassau.

## Historique
Pie XII crée le 19 février 1953 la préfecture apostolique des îles Bermudes, puis la transforme, le 28 janvier 1956, en vicariat apostolique. Le vicariat est à son tour érigé en diocèse de plein exercice le 12 juin 1967.
Le diocèse de Hamilton est suffragant de l'archidiocèse de Nassau et fait partie de la conférence épiscopale des Antilles.
Depuis 1954, cette juridiction a toujours été confié à des évêques résurrectionnistes, c'est-à-dire issus de la congrégation de la Résurrection de Notre-Seigneur Jésus-Christ (C.R).

## Liste des ordinaires du diocèse

### Préfets apostolique des îles Bermudes
- 7 mai 1954 - 22 janvier 1956: Robert Dehler (Robert Stephen Dehler), C.R, nommé vicaire apostolique

### Vicaire apostolique des îles Bermudes
- 22 janvier 1956 - 26 août 1966: Robert Dehler (Robert Stephen Dehler), C.R, précédemment préfet apostolique

### Évêques de Hamilton
- 12 juin 1967 - 22 mai 1974:  Bernard Murphy (Bernard James Murphy), C.R
- 28 février 1975 - 1er juin 1995:  Brian Leo Hennessy (Brian Leo John Hennessy), C.R
- 1er juin 1995 - 13 juin 2015 :   Robert Kurtz (Robert Joseph Kurtz), C.R
- depuis le 13 juin 2015 :  Wiesław Śpiewak , C.R